# Wochenblatt
Wochenblatt. pl - Gazeta Niemców w Rzeczypospolitej Polskiej / Zeitung der Deutschen in Polen – dwujęzyczny tygodnik wydawany w Opolu, z artykułami ukazującymi się zarówno w polskim jak i niemieckim języku. Pierwszym redaktorem naczelnym był, z przerwą w połowie lat 90., kiedy to pieczę nad redakcją sprawował Andrzej Kracher, do końca kwietnia 2010, Engelbert Miś.  Od 23 kwietnia 2010 - 31 lipca 2015 redaktorem naczelnym był Till Scholtz- Knobloch. Od 1 sierpnia 2015 redaktorem naczelnym jest dr Rudolf Urban.

## Historia
Tygodnik „Oberschlesische Nachrichten” powstały w roku 1990 jako pierwsza gazeta mniejszości niemieckiej w Polsce, z powodów prawnych zmienił w kwietniu roku 1991 nazwę na „Oberschlesische Zeitung/Gazeta Górnośląska”. Łączyły się z tym również badania służące określeniu oficjalnego organu Mniejszości Niemieckiej, który to w roku 1993 powołał spółkę z ograniczoną odpowiedzialnością Silesiapress. Tytuł „Schlesisches Wochenblatt” zaczął funkcjonować w roku 1995.
Wraz z numerem 980 (3/2011) z 14-20 stycznia 2011 dotychczasowy tytuł „Schlesisches Wochenblatt” zastąpiony został skróconą nazwą „Wochenblatt.pl”, co skutkowało również dopasowaniem tematyki ważnej dla Niemców z całej Polski. Tytuł „Schlesisches Wochenblatt” stanowi obecnie ośmiostronicową wkładkę opiewającą tematyką województwa opolskiego oraz dolnośląskiego i jest dodatkiem do ośmiostronicowej zasadniczej części gazety.
Tygodnik kierowany jest przede wszystkim do członków mniejszości niemieckiej zamieszkałych w Polsce. Jako że większość członków mniejszości niemieckiej żyje w województwie opolskim (liczba ta wynosi około 200 000 osób) tutaj MN jest politycznie reprezentowana, skupia się właśnie na tym regionie. Rozprowadzany jest jednakże również do Związków Mniejszości Niemieckiej w pozostałych regionach Polski.
Dodatek „Oberschlesische Stimme”, opracowywany przez Towarzystwo Społeczno-Kulturalne Niemców Województwa Śląskiego w Raciborzu ukazuje się obecnie jako wkładka czterostronicowa dwa razy w miesiącu, a nie jak dotychczas – raz w miesiącu jako wkładka ośmiostronicowa.
W listopadzie 2012 roku połączono redakcję prasową tygodnika Wocheblatt.pl z Zespołem Producenckim Pro Futura, produkującym m.in. program radiowy „Schlesien Aktuell kompakt” oraz magazyn telewizyjny „Schlesien Journal”. Przewidziana synergia miała na celu uzyskanie lepszych efektów pracy zespołowej obu redakcji. W tygodniku publikuje  pastor Wojciech Pracki. 
Pismo korzysta ze wsparcia materialnego Ministerstwa Spraw Wewnętrznych i Administracji oraz niemieckiego Instytutu Stosunków Kulturalnych z Zagranicą (Ifa) w Stuttgarcie. Gazeta kolportowana jest przez Ruch S.A., Kolporter S.A., Garmond Press i Pocztę Polską.